# Dora i Miasto Złota
Dora i Miasto Złota (ang. Dora and the Lost City of Gold) – amerykański film przygodowy, stworzony na podstawie serialu animowanego Dora poznaje świat. Jest to również aktorska kontynuacja serialu. Amerykańska premiera filmu odbyła się 9 sierpnia 2019 roku, a polska dwa tygodnie później.

## Fabuła
Po spędzeniu większości swojego życia na podróżowaniu po dżungli ze swoimi rodzicami, nic nie mogło powstrzymać Dory przed jej najbardziej niebezpieczną przygodą w życiu: Liceum. Zawsze będąc wędrowczynią, Dora zabiera Butka, Diego, tajemniczego mieszkańca dżungli i szmacianą grupę nastolatków na przygodę, żeby uratować swoich rodziców i rozwiązać niemożliwą zagadkę dotyczącą zaginionej cywilizacji Inków.

## Obsada
- Isabela Moner – Dora
  - Madelyn Miranda – młoda Dora
- Eugenio Derbez – Alejandro Gutierrez
- Michael Peña – Cole, tata Dory
- Eva Longoria – Elena, mama Dory
- Jeff Wahlberg – Diego, kuzyn Dory
  - Malachi Barton – młody Diego
- Nicholas Coombe – Randy
- Madeleine Madden – Sammy
- Temuera Morrison – Powell
- Adriana Barraza – Abuelita Valerie
- Pia Miller – Mami, ciocia Dory
- Q’orianka Kilcher – Kawillaka, księżniczka Inków
- Isela Vega – starsza pani
- Danny Trejo – Małpa Butek (głos)
- Benicio del Toro – Lis Rabuś (głos)
- Marc Weiner – Mapa (głos)
- Sasha Toro – Plecak (głos)
- Dee Bradley Baker – głosy zwierząt

### Wersja polska
- Magdalena Wasylik – Dora
- Małgorzata Kozłowska – Sammy
- Krzysztof Dracz – Alejandro
- Jan Cięciara – Diego
- Maciej Falana – Randy
- Magdalena Schejbal – Elena, mama Dory
- Krzysztof Cybiński – Cole, tata Dory
- Szymon Kuśmider – Rabuś
- Jakub Wieczorek – Powell
- Anna Apostolakis-Gluzińska – Abuelita Valerie
- Katarzyna Mogielnicka – mała Dora
- Karol Kwiatkowski – mały Diego
- Marcin Stec – Viper
- Paulina Sacharczuk – Sabrina
- Julia Łukowiak – Christina
- Piotr Bąk – ochroniarz
- Joanna Węgrzynowska-Cybińska – nauczycielka
- Waldemar Barwiński – Nico
- Miłogost Reczek – Butek
- Karol Osentowski – Mapa
- Maksymilian Michasiów – Plecak